# Караганда
Караганда́ (официальное название — Караганды́; каз. Қарағанды / Qarağandyо файле) — город в Казахстане, административный центр Карагандинской области.
Название города произошло от низкорослого кустарника караганы с жёлтыми цветами, в просторечии часто именуемого «жёлтая акация», который в больших количествах распространён в окрестностях города.
В 1857 году на территории нынешней Караганды возник Ивановский разрез — горная выработка по добыче каменного угля. В 1931 году шахтёрское поселение Караганда преобразовано в рабочий посёлок, с 1934 года — город. Статус города Караганда получила 10 февраля 1934 года. Город находится в центральной части Казахстана. Является крупным индустриально-промышленным, научным и культурным центром.
Территория городского акимата Караганды составляет 498 км², в том числе 279 км² собственно город Караганда; является 5-м городом Казахстана по населению, уступив в начале 2000-х 2-е место после Алма-Аты: Шымкенту, новой столице Астане и городу Актобе. Административно город разделён на два района: им. Казыбек би и Алихана Бокейханова. Местными органами управления являются городской акимат и городской маслихат.
В Карагандинской области работают крупные предприятия по добыче угля, предприятия машиностроения, металлообработки и пищевой промышленности. В городе большое количество предприятий транспорта, образования, науки, культуры и связи. На сегодняшний день Караганда является одним из крупнейших промышленных, экономических, научных и культурных центров Казахстана.
Природная зона Караганды — юг сухостепной зоны. Город находится на территории Казахского мелкосопочника (каз. Сары Арқа «жёлтый хребет») — региона в центральном Казахстане с характерными низкогорными или холмистыми массивами.

## Этимология
Название города происходит от казахского слова каз. қараған — кустарник, известный по-русски как карагана. Наиболее распространённым и узнаваемым видом рода карагана является так называемая «жёлтая акация». Казахский суффикс -ды указывает на прилагательное от слова каз. қараған; соответственно, Қарағанды/Караганда — это место, где растёт карагана.
По другой версии, название города произошло от названия Караханидского государства и правившей в нём тюркской династии Караханидов, которое существовало в средние века в Центральной Азии и включало в себя современные Центральный и Южный Казахстан, Киргизию, Узбекистан. Частью северной границы Караханидского государства было озеро Балхаш, расположенное в Карагандинской области. Карахан в переводе означает «старший, главный» (кара) «правитель, повелитель» (хан)
В русскоязычных казахстанских источниках используется вариант наименования Караганды.

## История
В XIX веке на месте города жили подроды караке, сармантай и мурат рода алтай-карпыки племени аргын. Существует легенда, что в 1833 году мальчик-пастух Аппак Байжанов нашёл уголь. В конце XIX века проводились геологические изыскания, а в начале XX века началась добыча угля сначала русскими купцами, затем французскими и английскими предпринимателями.
Первые русские переселенцы прибыли из Екатеринославской (62 семьи), из Ставропольской — 21, области Войска Донского — 17, Киевской губернии — 16, Воронежской — 5, Смоленской — 4, Харьковской — 3, Пермской и Таврической — по 2. Кроме этого, по одной семье прибыли из Казанской, Курской, Орловской, Оренбургской, Херсонской губерний. Они приехали по Столыпинской аграрной реформе в 1906 году и основали посёлок Михайловка (Казыбекбийский район (Караганда)), после были основаны Тихоновка, Зелёная балка и Новоузенка. После революции, в связи с уходом англичан, добыча временно была остановлена. Территориально входила в состав Спасской волости Акмолинского уезда Акмолинской области.
Первые три кирпичных дома из обожжённой красной глины в Караганде были построены англичанами в 1907—1909 годах. В них располагались администрация угольных копей, больница, школа, комнаты для служащих. Помимо этих трёх зданий, англичане построили в Караганде первую железную дорогу (узкоколейную) для промышленных нужд, протяжённостью 40 километров: Караганда — Спасск.
В 1930 году была возобновлена активная добыча угля и началось строительство временных жилищ типа глинобитных полуземлянок для сосланных (раскулаченных) граждан СССР и их семей. Затем были построены посёлки Майкудук, Новая Тихоновка и Пришахтинск, в которых поселилась основная масса вновь прибывших рабочих и специалистов. Значительно выросло население и в старых посёлках.
20 марта 1931 года КазЦИК постановил образовать Карагандинский рабочий Совет с самостоятельным бюджетом с непосредственным подчинением КазЦИКу. Его центр находился в селе Большая Михайловка, вошедшем позднее в состав города. В 1931 году шахтёрское поселение Караганда преобразовано в рабочий посёлок. Первым председателем поселкового совета с 1930 по 1931 год и с 1931 по 1932 год городского совета назначен Шектыбаев Карибоз (1897—1938 гг.), уроженец Шетского района Карагандинской области.
10 февраля 1934 года Президиум ВЦИК постановил: «1. Преобразовать в города нижеследующие населённые пункты Киргизской АССР (куда входила и Каракиргизская АО): б) в Тельманском районе, Карагандинской области, возникший на территории строительства государственного треста по эксплуатации Карагандинского каменноугольного бассейна населённый пункт, присвоив ему название Караганда».
В 1934—1938 годах московскими архитекторами, под руководством А. И. Кузнецова, был разработан первый генеральный план города рассчитанный на 300 тысяч жителей.
В период Второй мировой войны тысячи карагандинцев воевали в рядах советской армии.
В 1950-х годах в городе произошли две катастрофы — крушение самолёта Ил-12 и взрыв на заводе 4-Д.
1960—1970-е годы, в связи а ростом населения города, шло строительство панельных домов, среди архитекторов был С. И. Мордвинцев.
В 1974 году 66 предприятий и организаций, в том числе 3 разреза и 26 шахт, объединились в ПО «Карагандауголь».
1990-е годы экономика города, завязанная на шахтёрском деле, сильно пострадала. Некоторую часть предприятий угольной и обслуживающей её промышленности пришлось закрыть.
В это же время в городе продолжается строительство социальных объектов, так к 10-летию независимости Казахстана построен Этнопарк: на небольшой территории воспроизведён ландшафт Карагандинской области. В 2012 году на месте Этнопарка построены новые городские достопримечательности, в том числе мечеть. 28 мая 2011 года открыт памятник известной крылатой фразе «Где-где? В Караганде!».
В 2013 году было объявлено, что в состав города войдут сёла Жанаауыл, Кокпекты и специальная экономическая зона «Сарыарка».
31 мая 2022 года в День памяти жертв политических репрессий был открыт памятник жертвам голодомора — «Ашаршылық құрбандарына» (рус. «Жертвам голода»). Монумент расположен недалеко от мечети на территории Этнопарка, создан из гранита Жармухамедом Тлегенулы. Высота памятника на постаменте составляет 1,2 м.
28 октября 2023 года произошла крупнейшая по числу жертв промышленная катастрофа за всю историю независимости Казахстана — пожар и взрыв на шахте имени Костенко компании «АрселорМиттал Темиртау», унёсший жизни 46 человек.

### Лагеря
История Караганды тесно связана с лагерями Карлаг и АЛЖИР ГУЛАГ.
Карлаг, ставший местом заключения множества деятелей науки и искусства СССР и зарубежья, стал очагом культуры Караганды. Находился возле посёлка Долинское (Карагандинская область).
Силами заключённых проводились концерты и спектакли в честь советских праздников. Художники занимались оформительскими работами. Известно, что в Карлаге даже ставился балет. Всё это было, в основном, высокого профессионального уровня. Именно в конце 1930-х годов началась история изобразительного искусства Караганды и были заложены предпосылки развития нового этапа искусства Казахстана в целом.
Многие репрессированные и депортированные остались жить в Караганде и внесли значительный вклад в развитие её науки и культуры.
Александр Солженицын, «Архипелаг ГУЛАГ»:

Едва ли не главной столицей ссыльной стороны, во всяком случае из её жемчужин, была Караганда. … У въезда в этот голодный тогда город, близ клопяного барака-вокзала, куда не подходили близко трамваи (чтоб не провалиться в выкопанные под землёй штреки), стоял при трамвайном круге вполне символический кирпичный дом, стена которого была подпёрта деревянными искосами, дабы не рухнула. В центре Нового города насечено было камнем по каменной стене: «Уголь — это хлеб» (для промышленности). И правда, чёрный печёный хлеб каждый день продавался здесь в магазинах — и в этом была льготность городской ссылки. И работа чёрная, и не только чёрная, всегда была здесь. А в остальном продуктовые магазины были пустоваты. А базарные прилавки — неприступны, с умонепостижимыми ценами. Если не три четверти города, то две трети жило тогда без паспортов и отмечались в комендатурах; на улице меня то и дело окликали и узнавали бывшие зэки, особенно экибастузские…
В строительстве города принимали участие немецкие и японские военнопленные.
В 2025 году Советом Глав государств СНГ Караганде присвоено почётное звание почётное звание Содружества Независимых Государств «Город трудовой славы. 1941–1945 гг.».

## География

### Климат
Климат в Караганде как и во всём Северном и Центральном Казахстане резко континентальный с суровыми зимами, жарким летом и небольшим годовым количеством осадков. Летом за городом выгорает растительность, а зимой нередки метели и бураны.
- Среднегодовая температура — +3,6 °C
- Среднегодовые осадки — 332 мм.
- Среднегодовая влажность воздуха — 65 %.
- Среднегодовая скорость ветра — 3,8 м/c.

| Показатель                    | Янв.  | Фев.  | Март  | Апр. | Май  | Июнь | Июль | Авг. | Сен. | Окт.  | Нояб. | Дек.  | Год   |
| ----------------------------- | ----- | ----- | ----- | ---- | ---- | ---- | ---- | ---- | ---- | ----- | ----- | ----- | ----- |
| Абсолютный максимум, °C       | 6,2   | 8     | 22,3  | 31   | 35,6 | 39,1 | 39,6 | 40,2 | 37,4 | 27,6  | 18,9  | 11,5  | 40,2  |
| Средний суточный максимум, °C | −8,7  | −7,7  | −1,4  | 12   | 20,1 | 25,6 | 26,8 | 25,4 | 19,2 | 10,5  | −0,2  | −6,8  | 9,6   |
| Средняя температура, °C       | −12,9 | −12,7 | −6,2  | 5,6  | 13,3 | 18,9 | 20,4 | 18,6 | 12,2 | 4,4   | −4,8  | −11   | 3,8   |
| Средний суточный минимум, °C  | −17,1 | −17,2 | −10,4 | 0,1  | 6,9  | 12,3 | 14,3 | 12,3 | 6,1  | −0,3  | −8,6  | −15,1 | −1,4  |
| Абсолютный минимум, °C        | −41,7 | −41   | −34,7 | −24  | −9,5 | −2,3 | 1,7  | −0,8 | −7,4 | −19,3 | −38   | −42,9 | −42,9 |
| Норма осадков, мм             | 21    | 19    | 18    | 22   | 36   | 36   | 41   | 28   | 22   | 35    | 27    | 22    | 332   |
| Источник: «Погода и климат»   |       |       |       |      |      |      |      |      |      |       |       |       |       |

### Водные ресурсы
На территории города протекает река Букпа и заканчивается канал Иртыш — Караганда. В южной части города расположено Фёдоровское водохранилище.

### Почвы и растительность
Преобладающий тип почв — тёмно-коричневые. Растительность — характерная для степного пояса: караганник, таволга, ковыль и др.

## Население
| 1923     | 1939     | 1959     | 1970     | 1979     | 1989     | 1999     |
| -------- | -------- | -------- | -------- | -------- | -------- | -------- |
| 612      | ↗165 818 | ↗397 083 | ↗523 271 | ↗571 877 | ↗613 797 | ↘436 864 |
| 2009     | 2021     | 2023     |          |          |          |          |
| ↗459 778 | ↗508 824 | ↗515 632 |          |          |          |          |

Согласно данным на 1 октября 2019 года, город занимает первое место по численности населения в Карагандинской области — 496 701 человек и является пятым в Казахстане (после Алма-Аты, Астаны, Шымкента и Актобе). На пятое место, уступив четвёртое место Актобе, Караганда опустилась, когда численность населения Актобе достигла 497 381 жителей, тогда как население Караганды, ранее на протяжении нескольких десятилетий занимавшей последовательно 2-е, 3-е и 4-е места в Казахстане, составило 496 701 житель. Причин такого изменения позиций Актобе и Караганды по показателю численности населения несколько. Во-первых, весной 2019 года органы статистики Казахстана стали учитывать в составе населения собственно города Актобе 60 тыс. жителей сельских населённых пунктов, подчинённых городскому акимату, что статистически увеличило численность населения города на указанную величину. Во-вторых, в Актобе за первые 9 месяцев 2019 года отмечен естественный прирост в размере 6807 человек, тогда как в Караганде за тот же период времени естественный прирост составил 2712 человек. В-третьих, за указанный период в Актобе наблюдался миграционный прирост в размере 2580 человек, тогда как в Караганде отмечалась миграционная убыль в размере 3741 человек.
До конца 1990-х Караганда был вторым по численности населения городом в стране. В 1990-е годы его население сократилось более чем на 150 тыс. человек вследствие экономического спада и оттока населения.
На начало 2023 года население в составе территории городского акимата составляло 515 835 человека.
Национальный состав (на начало 2023 года):
- казахи — 264 437 чел. (51,26 %)
- русские — 166 301 чел. (32,24 %)
- украинцы — 20 363 чел. (3,95 %)
- немцы — 16 259 чел. (3,15 %)
- татары — 13 392 чел. (2,60 %)
- корейцы — 7 380 чел. (1,43 %)
- белорусы — 5 078 чел. (0,98 %)
- поляки — 2 251 чел. (0,44 %)
- азербайджанцы — 2 106 чел. (0,41 %)
- чеченцы — 1 997 чел. (0,39 %)
- узбеки — 1 431 чел. (0,28 %)
- башкиры — 1 381 чел. (0,27 %)
- армяне — 1081 чел. (0,21 %)
- мордва — 959 чел. (0,19 %)
- ингуши — 905 чел. (0,18 %)
- болгары — 874 чел. (0,17 %)
- молдаване — 851 чел. (0,16 %)
- чуваши — 674 чел. (0,13 %)
- литовцы — 665 чел. (0,13 %)
- таджики — 614 чел. (0,12 %)
- греки — 613 чел. (0,12 %)
- другие — 6 223 чел. (1,21 %)
- Всего — 515 835 чел. (100 %)

## Культура
На территории города насчитывается множество памятников истории и культуры. Среди них театр им. Константина Станиславского и Сакена Сейфуллина, Дворец культуры горняков, Архитектурно-мемориальный ансамбль в честь воинов-карагандинцев, погибших в Афганистане, памятник «Шахтёрская слава», здание цирка, Дворец спорта имени Нуркена Абдирова, стадион «Шахтёр», памятники Нуркену Абдирову, Бухар жырау, Габидену Мустафину, Аппаку Байжанову, Александру Пушкину, А. Кунанбаеву, Николаю Гоголю, Юрию Гагарину, монумент боевой славы «Вечный огонь», гостиница «Чайка», монумент «Добрый вестник» и другие. В 2017 году был установлен памятник Виктору Цою.
Благодаря истории своего развития Караганда представляет богатый синтез различных культур и традиций. Культура города отличается толерантностью и гостеприимством.
В Караганде действуют около 25 национальных культурных центров и обществ: русский культурный центр «Согласие», азербайджанский этно-культурный центр «НАМУС», немецкий культурный центр «Видергебурт», Карагандинский центр еврейской культуры, польское общество «Полония», греческий культурный центр «Авги», филиал Ассоциации корейцев Казахстана, чечено-ингушское этнокультурное объединение «Вайнах», фонд белорусской культуры «Спадчына», румынское общество «Дакия», товарищество украинского языка им. Т. Г. Шевченко «Рідне слово», Турецкий национальный центр «Ахыска», грузинский центр «Джоржия», армянский центр «Эребуни», филиал республиканского еврейского благотворительного ОО «Центр забота — Хэсэд Полина», дунганский культурный центр «Биянху», литовский культурный центр «Литуаника», филиал уйгурского национально-культурного центра, китайский культурный центр «Дружба» и др.

### Театры

#### Карагандинский академический театр музыкальной комедии
Создан 16 ноября 1973 года. Главным режиссёром и художественным руководителем театра стал Вадим Борисович Григорьев. Костяк театра составили актёры, работавшие ранее в других городах СССР. В их числе были народный артист РСФСР Игорь Войнаровский, заслуженная артистка РСФСР, народная артистка КазССР Нина Симонова, заслуженные артисты Казахстана И. Трунов, В. Сухов, Б. Каркач, В. Злыгарев, С. Моканова, В. Воробьёв, Л. Мельников, Н. Мельникова-Байрачная. Рядом с ними достойное место заняли молодые выпускники консерваторий, театральных и музыкальных учебных заведений. Многие воспитанники театра (Пидгородецкий А. Н., Ливенцова Е. А. и др.) успешно продолжают карьеру в музыкальных театрах других стран. В 2000 году театру было присвоено звание «Академический». Такое звание имеют в Казахстане 6 театров.

#### Казахский драматический театр имени С. Сейфуллина
Областной театр казахской драмы существует с 1932 года. В 1964 году театру присвоено имя выдающегося деятеля казахской литературы Сакена Сейфуллина. Театр ставил пьесы М. Ауэзова, Г. Мусрепова, С. Муканова и других казахских драматургов.

#### Русский драматический театр имени К. С. Станиславского
Драматический театр основан в 1930 году. В 1963 году драматическому театру присвоено имя великого режиссёра К. С. Станиславского. В 1981 году в честь своего пятидесятилетия театр награждён орденом Дружбы народов.
На сцене театра играли народные артисты Казахской ССР В. В. Караваев, А. А. Демидова, В. Ф. Корниенко, В. К. Борисов, народный артист России А. И. Булдаков, заслуженные артисты Казахской ССР Т. Ф. Зеленин, Т. А. Давыдова, Д. А. Белов, В. Т. Макуш, А. П. Зимарёва, ныне в труппе заслуженная артистка Республики Казахстан Н. Ф. Штоколова, артисты Т. А. Федоренко, В. Г. Злобин, Л. М. Пекушева, И. Ф. Городкова, И. С. Немцев, А. П. Кочемаскин, О. Л. Цветкова, Г. А. Турчина и другие.

#### Театр кукол «Буратино»
Театр кукол «Буратино» появился в 2003 году, как детская часть театра музыкальной комедии. В театре работает Студия ростовых кукол под руководством Н. Корниенко. Театр неоднократно награждался призами и грамотами детского театрально фестиваля «Театр глазами детей».

### Кинотеатры
В Караганде имеется 6 кинотеатров, что меньше, чем в 1980-х. В 1990-х годах исчезли кинотеатры «Мир», «Казахстан», «Юбилейный», «Родина» (на его месте построен торговый комплекс City Mall со своим трёхзальным кинотеатром Kinoplexx), «Маяк» (был перестроен в мечеть), «Спартак», имени Абая (перестроен в церковь). В конце 90-х годов кинотеатр «Аврора» переименован в кинотеатр «Сары-Арка» и в 2007 и 2015 годах реконструирован в современный двухзальный кинотеатр. В 2017 году открыт кинотеатр «Sary Arka cinema 3D» в Майкудуке (здание бывшего кинотеатра «Ботагоз»), вместимостью 502 человек.
- Кинотеатр Ленина — до закрытия был последним действующим из старейших кинотеатров. Был открыт в апреле 1960 года. В 2002 году реконструирован и технически переоснащён. Кинотеатр двухзальный, каждый зал вместимостью по 160 мест. Закрыт в октябре 2018 года[33].
- Кинотеатр Kinoplexx3D — Находится в торговом центре City MALL. Три зала по 400 мест.
- Кинотеатр «Сары-Арка» — двухзальный кинотеатр, на 386 и 140 мест. Ранее именовался «Аврора».
- Кинотеатр «Sary Arka cinema 3D» Майкудук (бывший советский кинотеатр «Ботагоз») — один из самых крупных кинотеатров в Казахстане. Открытие кинотеатра состоялось 23 декабря 2017 года. Зал, рассчитанный на 502 зрителя, выполнен в красном цвете.
- Кинотеатр «Сарыжайлау» — первый Карагандинский государственный кинотеатр, находится во Дворце культуры горняков.

### Музеи

#### Карагандинский областной историко-краеведческий музей
Был создан в 1932 году как политехнический, а в 1938 году переименован в областной краеведческий музей. Сейчас в музее имеется 3 научно-исследовательских отдела: общей истории, археологии и этнографии, современной истории и экскурсионно-массовой работы. В фондах музея — 134 810 экспонатов. Общая площадь музея составляет 1800 м². Экспозиция музея располагается в 14-залах.

#### Карагандинский областной музей изобразительного искусства
Был открыт в 1988 году. В коллекции музея насчитывается более 8000 произведений живописи, графики, скульптуры, декоративно-прикладного искусства. Начало музейной коллекции составили произведения, подаренные карагандинскими мастерами. Среди них — полотна Заслуженных деятелей искусств Казахской ССР М.Абылкасова, В.Крылова, художников П.Антоненко, П.Реченского, Р.Есиркеева, В.Шамшина, П.Андреюка. Музей является научно-исследовательским и культурно-просветительским учреждением, собирающим, комплектующим, хранящим и выставляющим для широких слоёв населения произведения искусства. Ежегодно музей посещает около 60 000 посетителей. В запасниках музея хранятся работы известных казахстанских художников. Также в музее имеется большая коллекция экслибрисов.

#### Карагандинский областной экологический музей
Музей специализируется на сохранении и развитии экологической культуры и обеспечении свободного доступа населения к экологической информации. Интерактивные экспозиции, построенные в псевдореалистической манере, рассказывают об актуальных экологических проблемах Центрального Казахстана: об истории и последствиях ядерных испытаний на Семипалатинском ядерном полигоне, о минувших тайнах «Звёздных Войн» Советского Союза на противоракетном полигоне Сары-Шаган, расположенном в Карагандинской области. Большое внимание музей уделяет освещению истории и проблем космодрома Байконур и местной тяжёлой промышленности.

### Фестивали
С 2004 по 2011 год проводился поп-рок фестиваль «Музыкар». За годы его проведения в Караганде выступили такие известные исполнители и коллективы, как БИ-2, «Смысловые галлюцинации», «А-Студио», Земфира, «Ляпис Трубецкой», «Звери», «Градусы», «Бумбокс», «Чи-Ли», 5ivesta Family и др. Последний фестиваль был проведён в 2011 году.
С 2005 по 2008 год проводился фестиваль «Твой Формат», позволивший начинающим казахстанским музыкантам заявить о себе на телевидении и радио, а также выступить на одной сцене с такими известными исполнителями и коллективами, как Найк Борзов, «Вопли Видоплясова», «Ногу Свело». Организаторами являлись «Телекомпания АРТ», «Текс радио» (с 15 сентября 2017 года «Новое Радио» («Жаңа FM»)).

### Легкоатлетическая эстафета
Каждый год в первых числах мая, уже более 60 лет, в Караганде проходит легкоатлетическая эстафета на приз газеты «Индустриальная Караганда».

### Мавзолеи
В 14 км к юго-востоку от центра города на левой стороне дороги в аэропорт на правом берегу реки Сокыр есть мавзолей Жалантос батыра Кулыкулы 1996 года постройки.

## Религия
Основными конфессиями в городе являются ислам (суннизм), католицизм и православие. В Караганде также существуют христианские общины протестантского толка: харизматы, баптисты, меннониты.

### Ислам
В городе имеются несколько мечетей:
- Карагандинская областная мечеть им. Анет баба
- Карагандинская городская мечеть № 1 им. Аль-Машани — филиал религиозного объединения «Духовное управление мусульман Казахстана»
- Филиал религиозного объединения «Духовное управление мусульман Казахстана» "Община мусульман «Хазрет Али»
- Филиал Республиканского религиозного объединения «Казахстанская ассоциация „Хаджи“ Карагандинской области»

### Христианство

#### Православие
Православное направление христианства преимущественно представлено Русской православной церковью. Караганда с 2010 года — кафедральный город Карагандинской епархии РПЦ.
- Кафедральный собор в честь Введения во храм Пресвятой Богородицы (место хранения мощей преподобного Севастиана Карагандинского)[37].
- Женский монастырь в честь Рождества Пресвятой Богородицы[38].
- Храм в честь святых апостолов Петра и Павла — единственный в Карагандинской области деревянный храм-сруб[39].
- Храм в честь Благовещения Пресвятой Богородицы. Основан в 1994 году[40].
- Михаило-Архангельский собор[41].
- Крестовоздвиженский храм[42].
- Троице-севастиановский собор

#### Католичество
Карагандинская епархия Католической церкви латинского обряда учреждена 7 июля 1999 года и наследует апостольской администратуре Казахстана (существующей с 1991 года) и приходу, существующему с 1977 года (в городском районе Майкудук, где проживало большое количество немцев, сосланных из немецкой Поволжской республики и Северного Кавказа). Одними из первых руководителей католического прихода Караганды были Александр Хира и Альбинас Думбляускас. С 2003 года подчинена в качестве суффраганной епархии митрополичьей кафедре Пресвятой Девы Марии в Астане. С 1991 года апостольскую администратуру, а затем епархию возглавил архиепископ Ян Павел Ленга (апостольский администратор Казахстана c 1991, епископ Карагандинский с 1999, получил личный титул архиепископа в 2003). С 2006 года по 2011 год в епархии работал епископ-помощник — Атанасиус Шнайдер. В 2011 году Карагандинскую епархию возглавил епископ Януш Калета.
В Караганде имеется Кафедральный собор св. Иосифа. Также в Караганде действуют приход Марии — Матери Церкви и приход Воздвижения святого Креста, а также ряд женских католических монастырей. Построен новый Кафедральный собор Пресвятой Девы Марии Фатимской, торжественное открытие которого состоялось 9 сентября 2012 года. 11 сентября 2016 года в соборе состоялась беатификация Владислава Буковинского. Прямая трансляция обряда осуществлена на 40 стран мира.. С 1997 года работает высшая духовная семинария «Мария — Матерь Церкви» (единственная в Центральной Азии).
- Римско-Католическая Карагандинская епархия
- «Римско-католический приход Пресвятой Девы Марии Фатимской»
- «Римско-католический приход Святого Иосифа»
- «Римско-католический приход Марии Матери Церкви»
- Римско-католический приход Воздвижения Святого Креста.Греко-католическая церковь
- Межъепархиальная Высшая Духовная Семинария «Мария — Матерь Церкви»
- «Римско-католический монастырь монахинь босых ордена Пресвятой Девы Марии с горы Кармель»

#### Украинская греко-католическая церковь
В Караганде имеется также украинский грекокатолический (УГКЦ) приход Храм Покрова Пресвятой Богородицы и часовня, посвящённая блаженному Алексею Зарицкому — грекокатолическому священнику, умершему в 1963 году в лагере под Карагандой.

#### Протестантизм
- Евангельская община верующих «Аян»
- Духовная организация образования «Центрально-Азиатская Евангелистская школа теология»
- «Центрально-Азиатский христианский Центр в Республике Казахстан»
- «Церковь Живой Лозы»
- Меннонитская братская община
- «Церковь христиан — адвентистов седьмого дня»
- 2 филиала религиозного объединения «Церковь христиан — адвентистов седьмого дня»
- «Церковь христиан по учению апостолов»
- Церкви Евангельских христиан-баптистов «Вефиль»
- Церковь «Слово жизни»
- Церковь «Свет Мира»
- Миссия благотворения и Евангелизации «Надежда» христиан веры евангельской
- Христианская Пресвитерианская Церковь «Радость»
- Христианская миссионерская церковь «Грейс»
- Республиканский Миссионерский Христианский Центр «Грейс-Ракым»
- Семинария церкви «Грейс»
- Карагандинский филиал религиозного объединения «Церковь Агапе»
- «Община Вечное Евангелие»
- Мессианский центр «Бейт Шалом»
- «Завет Христа»
- Церковь «Возрождение»
- Церковь «Любовь Христова»
- Церковь «Лоза»
- Христианской миссии «Свет Мира»
- Церковь Евангельских христиан Седьмого дня
- «Карагандинская миссия „Осанна“ Евангельских христиан-баптистов»
- «Карагандинская церковь „Родник“ Евангельских Христиан Баптистов»
- Церковь евангельских христиан-баптистов «Вифлиемская Звезда»
- «Өмір-жолы»
- Международный Совет Церквей ЕХБ
- Филиал религиозного объединения «Меннонитская братская община» г. Караганды в пос. Сортировка.
- «Христиане церкви Божьей г. Караганды»
- «Евангелическо-лютеранская братская община г. Караганды»
- Октябрьский филиал религиозного объединения Христианской миссионерской церкви «Грейс».
- Церковь «Спасение во Христе»
- «Церковь Камо Грядеши»
- Церковь «Рухани Нэр»
- Карагандинская Христианская Церковь «Полного Евангелия — Сун Бок Ым»
- Церковь Полного Евангелия «Новая жизнь»
- Христианский Евангельский Центр «Эммануил»
- Церковь «Грейс» (Солонички)

### Другие конфессии
- «Религиозная община Свидетелей Иеговы в городе Караганды»
- «Община последователей Веры Бахаи»
- Община Новоапостольской церкви в городе Караганде — филиал религиозного объединения
- «Центр Новоапостольской церкви в Республике Казахстан»
- Синагога «Хабад Любавич»[48]

## Кладбища
Всего в Караганде 17 кладбищ.
1. Старое Михайловское кладбище и Новое Михайловское кладбище
2. Кладбище Зелёная балка, а также мусульманское кладбище за Зелёной балкой возле села Доскей
3. Кирзавод 3,4
4. Мусульманское в Пришахтинске
5. Компанейское
6. Кладбище по улице Попова на Втором Руднике, рядом с собором Архангела Михаила
7. У Саранского шоссе
8. В Сортировке
9. Тихоновское
10. Кладбище Триада
11. Кладбище Сокыр (Мусульманское по дороге в аэропорт возле речки Сокур)
12. Старое Узенское кладбище и Новое Узенское кладбище
13. Кладбище на Западном поселке Караганды
14. Кладбище у пос. Волынка

## Средства массовой информации
Список карагандинских и региональных средств массовой информации.

### Газеты и журналы
- Индустриальная Караганда (государственная областная информационная газета на русском языке)
- Орталык Казахстан (государственная областная информационная газета на казахском языке)
- газета «Спутник»
- еженедельник «Pro TV», выпуск прекращён в 2009 г.

### Местное телевидение
В Караганде вещают 12 телеканалов, 5 из них региональных:
- «5 канал» вещает с 8 февраля 1994 года (Изначально «Интер-Караганда», «ИКАР» позже был переименован)[50].
- «7 канал»
- «Astana TV»
- «Qazaqstan»
- «SARYARKA» (ранее — «Казахстан Караганда» АО КФ РТРК)
- «КТК»
- «Новое Телевидение» (с 2002 до 2009 года вещал под брендом «Телекомпания АРТ»)
- «НТК»
- «Первый канал Евразия»
- «ТВОЁ ТВ» (региональный темиртауский телеканал, ранее «TV29»)
- ТРК «Первый Карагандинский» (ранее — «Телевидение Караганды с 2004 года») (работает с 31 каналом, c 29 октября 2022 года ретрансляция была прекращена по другим причинам)
- «31 канал»
- «Хабар»
- «Хабар 24»

### Цифровое и эфирное телевидение
- Пакет телеканалов DVB-T2 Первый мультиплекс Казахстана включает: 01 «Qazaqstan», 02 «Хабар», 03 «Хабар 24», 04 «Balapan», 05 «Kazakh TV», 06 «QazSport», 07 «Первый канал «Евразия»», 08 «Астана-ТВ», 09 «КТК», 10 «Мир» (Казахстан).
- Пакет телеканалов DVB-T2 Второй мультиплекс Казахстана включает: 11 «НТК», 12 «7 канал», 13 «31 канал», 14 «СТВ», 15 «Алматы-ТВ», 16 «MuzLife», 17 «Gakku TV», 18 «Асыл Арна», 19 «MuzzOne», 20 «ТДК-42», 22 «Жетісу», 23 «Новое телевидение», 24 «Твоё ТВ».

### Радиостанции
- 100,5 FM — «ретроFM» Казахстан
- 101,2 FM — «Новое Радио (Жаңа FM)» (с 15 сентября 2017 года) (собственное вещание, RDS присутствует) (ранее «ТЕКС Радио»)
- 101,6 FM — «Ваше Радио» (с 15 февраля 2023 года) (собственное вещание, RDS присутствует)
- 102,3 FM — «Радио Шалқар» (региональное отделение)
- 102,8 FM — «Русское радио Азия» (региональное отделение радио Русское радио Азия)
- 103,4 FM — «Казахское радио» (региональное отделение)
- 104,0 FM — «Европа Плюс Казахстан» (региональное отделение радио Европа Плюс Казахстан)
- 104,4 FM — «Радио Дача» (региональное отделение радио Радио Дача Алматы)
- 104,8 FM — «Love радио-Караганда» (региональное отделение Love радио-Алматы, ранее Радио 31)
- 105,6 FM — «Радио NS-Караганда» (региональное отделение радио NS-Алматы)
- 106,3 FM — «Авторадио Казахстан» (региональное отделение)
- 106,7 FM — «Жұлдыз FM» (региональное отделение)
- 107,0 FM — «Наше Радио» (переименовано «Как бы радио» с 2018)
- 107,7 FM — «Дала FM» (региональное отделение DALA FM Казахстан)

## Транспорт

### Городской
В настоящее время основные виды городского транспорта: автобусы и маршрутные такси. Раньше активно ходили троллейбусы и трамваи.
В день городской транспорт перевозил 470 тысяч человек. Основную часть пассажирооборота осуществляли автобусы — 74 % всех пассажиров, маршрутные такси — 24 %, троллейбусы — 2 % пассажиров (данные 2005 года). В 2011 году троллейбусные маршруты были ликвидированы. Осенью 1997 года не стало трамваев, но они сохранились в городе-спутнике Темиртау. 20 апреля 2010 года закрыто троллейбусное движение. Троллейбусный парк ликвидирован как убыточное предприятие.
С 4 января 2014 года стоимость проезда повышена с 50 до 80 тенге.
С декабря 2021 года в общественном транспорте города была введена система оплаты ONAY!
Начиная с 2022 года началась активная закупка новых автобусов для автопарков. Доля новых автобусов составляет 85-90 %. Для удобства пассажиров график движения маршрутов № 33, 43, 53 был продлён до 22:00 дежурными автобусами. Были возвращены старые и введены новые маршруты. В дальнейшем планируется ввод диспетчеризации и увеличения графика движения других маршрутов с набором водительского персонала. Для этого в черте города был построен полигон для обучения водителей категории D.
Стоимость проезда на общественном транспорте по состоянию на июль 2024 г.— 100 тенге Для детей до 18 лет проезд является бесплатным.

### Междугородный
Аэропорт «Сары-Арка» обеспечивает приём и выпуск всех типов самолётов. В планах к 2030 году превратить аэропорт в мультимодальный аэрохаб. Проект направлен на значительное увеличение объёмов грузоперевозок через Казахстан. В ближайшие годы ожидается увеличение числа технических посадок грузовых самолётов до 100 рейсов в неделю. Аэропорт уже обслуживает коммерческие рейсы из Эквадора, Нидерландов, Бельгии и Юго-Восточной Азии.
Железнодорожный вокзал Караганды находится в центре города. После реконструкции в 2019 году был введён второй терминал увеличив пропускную способность вокзала до 7000 пассажиров в сутки. Для пассажирских поездов действуют 5 путей.
Рядом расположен автовокзал, образуя удобный транспортный узел.
С Карагандинского автовокзала отправляются автобусы не только по Казахстану, но и в Россию (города Томск, Омск, Новосибирск, Барнаул, Кемерово, Екатеринбург, Тюмень, Казань), Монголию (город Улгий) и Киргизию (город Бишкек).
В октябре 2011 года аэропорт «Сары-Арка» принял самый большой в мире грузовой самолёт АН-225 «Мрия».

## Образование и наука
В 2001 году в городе функционировало 97 общеобразовательных школ, 39 дошкольных учреждений, 10 профтехшкол, 12 колледжей и 15 высших учебных заведений. В дошкольных учреждениях воспитывалось 4697 детей, в школах обучалось 74 397 учащихся, в ссузах — 6009, в вузах — 41 773. Область занимает первое место по количеству ВУЗов среди областей и третье место среди всех административных единиц первого уровня (после городов Алма-Ата и Астана).

### Высшие учебные заведения
Вуз Первого Президента Республики Казахстан
Государственные учреждения высшего образования:
- Карагандинский университет имени академика Е. А. Букетова
- Карагандинский технический университет имени Абылкаса Сагинова
- Медицинский университет Караганды
- Карагандинская академия МВД РК имени Б. Бейсенова

Частные учреждения высшего образования:
- Карагандинский экономический университет Казпотребсоюза
- Академия «Bolashaq»
- Центрально-Казахстанская академия
- Казахский Финансово-экономический университет
- Карагандинский филиал Гуманитарного института имени Кунаева
- Международная Бизнес-Академия (бывш. Карагандинский Университет Бизнеса Управления и Права [КУБУП]). Закрыта в 2014 году
- Казахстанско-Российский университет. Закрыт в 2014 году

### Колледжи
- Карагандинский колледж инновационных технологий КарГТУ
- Карагандинский высший медицинский интерколледж
- Карагандинский машиностроительный колледж
- Карагандинский колледж искусств имени Таттимбета
- Карагандинский колледж технологии и сервиса
- Карагандинский Гуманитарный колледж
- Карагандинский медицинский колледж
- Медицинский колледж при Медицинском Университете
- Карагандинский коммерческий колледж
- Карагандинский высший политехнический колледж
- Карагандинский горно-индустриальный колледж
- Карагандинский индустриально-технологический колледж
- Карагандинский агротехнический колледж
- Колледж при университете «Болашақ»
- Колледж при КарГУ имени Букетова
- Карагандинский колледж моды
- Карагандинский колледж «Сервис»
- Карагандинский колледж при МГТУ
- Карагандинский юридический колледж «Фемида»
- Колледж экономики, бизнеса и права КЭУК
- Карагандинский современный гуманитарный колледж имени Нурмуханова
- Карагандинский колледж экономики и статистики
- Бизнес-колледж МБА
- Карагандинский Железнодорожный колледж
- Карагандинский колледж сервиса и питания

### Институты
- РГКП «Научно-инженерный центр горноспасателей Республики Казахстан»
- ДГП КазНИИ по безопасности работ в горной промышленности
- АООТ «КазНИИуголь»
- АО «Международный научно-производственный холдинг „Фитохимия“» (бывш. РГКП «Институт фитохимии»)
- РГКП «Институт органического синтеза и углехимии»
- РГКП «Национальный центр гигиены труда и профессиональных заболеваний» (НЦГТ и ПЗ)
- ДГП «Химико-металлургический институт»
- ОАО «Институт „Гипроуглегормаш“»
- ТОО «Научно-инженерный центр „ГеоМарк“»
- КЭУК «Университет КазПотребСоюза»

## Экономика
Объём продукции обрабатывающей промышленности за 2008 год составил 63,0 млрд тенге, в общем объёме:
- Пищевая промышленность — 27,2 млрд тенге. Крупнейшие предприятия: Карагандинский хлебо-макаронно-кондитерский комбинат корпорации «Караганды-Нан», ОАО «Карагандинский маргариновый завод» (ныне АО «Евразиан Фудс»)[58], АО «Конфеты Караганды», АО ИП «Эфес Караганда пивоваренный завод», ТОО «Акнар».
- Стройматериалы. ТОО «Мутлу Гипс» (завод по производству сухих строительных смесей).
- Машиностроение и металлообработка — 22,6 млрд тенге. Ведущими предприятиями машиностроительной отрасли являются: ТОО «Құрылысмет» — дочернее предприятие АО «АрселорМиттал Темиртау», в состав которого вошли одни из крупнейших машиностроительных заводов Карагандинской области, а именно: завод РГТО, завод НОММ, Энергозавод, завод «Горные машины» (бывший УСШМ), Межшахтный технологический комплекс (МТК-Новодолинка) и Управление по производству запасных частей (УПЗ). ЗАО «Карагандинский завод электротехнического оборудования», Карагандинский машиностроительный завод имени Пархоменко, ОАО «Карагандинский литейно-машиностроительный завод», АО «Казчерметавтоматика», ТОО «МашЗавод № 1», Карагандинский завод металлоконструкций, Карагандинский завод металлоизделий, Карагандинский литейный завод (бывший СТО). ТОО Tau-Ken Temir, созданное на базе завода Silicium Kazakhstan, занимается производством металлического кремния.
- Объём продукции горнодобывающей промышленности за 2008 год составил 17,9 млрд тенге. Добыча угля (2,5 млн т.) ведётся шахтами «АрселорМиттал Темиртау» (им. Костенко) и АПУП «Гефест». АО «Шубарколь комир» зарегистрировано в Караганде и владеет правами и лицензиями на добычу энергетического угля на Шубаркольском месторождении, расположенном в Центральном Казахстане.
- Сфера энергетики представлена двумя электростанциями — Карагандинские ТЭЦ-1 и ТЭЦ-3

## Международные отношения
С осени 2009 года в Караганде работает почётное консульство Словацкой Республики. Под юрисдикцию консульства подпадают Карагандинская, Акмолинская и Костанайская области. Возглавляет консульское учреждение почётный консул Алексей Нефёдов. Кроме того, в 2012 году в городе появилось второе на территории республики почётное консульство Украины. В 2014 году было открыто почётное консульство Республики Болгарии.

## Парки
- Центральный парк (Старый центр) (бывший Центральный парк культуры и отдыха имени 30-летия ВЛКСМ) — крупнейший парк в Казахстане.
- Парк Победы (Новый центр) (бывший Парк Воинов-Интернационалистов)
- Этнопарк (Новый центр)
- Сквер (линейный парк) «Алаш» посвящённый деятелям Алаш Орды (Новый Центр)[62]
- Парк имени 50-летия Казахстана (Майкудук)
- Парк Железнодорожников (Сортировка)

## В культуре
Городу посвящены песни «Карагандинский вальс» Даулета Рысбаевича Сатибекова и «Караганда» группы «Дюна» из одноимённого альбома.
Караганду знают по известному высказыванию «Где-где? В Караганде!» (Где-где? В Караганде! (памятник)).

## Главы города
| Председатель Городского Совета 1. Карибоз Шектыбаев 1930—1932 гг. Первые секретари городского комитета партии 1. Илья Израйлевич Бакимер — 1934; 2. Садовников, Николай Петрович 1938; 3. Бахтыгали Маулетов; 4. А. Адилов — 1950—1953 гг.; 5. И. Е. Шмельков — 1953—1955 гг.; 6. М. И. Жарков — 1955—1962 гг.; 7. В. Г. Саламатов — 1962—1972 гг.; 8. Б. В. Исаев — 1972—1975 гг.; 9. Г. С. Малышев — 1976—1977 гг.; 10. М. М. Устиновский — 1977—1987 гг.; 11. В. С. Гаркуша — 1987—1990 гг. | Председатели горисполкома 1. Нугманов, Гирей Дизайтлевич — 1934 год 2. Тажибаев, Дюсен — 1934 год 3. Курпебаев, Джунус Курпебаевич — 1936—1937 гг. 4. Жаныбеков, Абдрахман — 1938—1939 гг. 5. Кисленко, Василий Яковлевич — 1939—1942 гг. 6. Костенко, Пётр Иванович — 1942—1947, 1947—1953 гг. 7. Сунозов, Григорий Яковлевич — 1953—1957 гг. 8. Конакбаев, Каскатай Досович — 1957—1967 гг. 9. Тулепов, Нарманбет Оспанович — 1967—1975 гг. 10. Байдильдин, Булат Абдрахманович — 1975—1979 гг. 11. Абдрахманов, Байбулат Абдрахманович — 1979—1984 гг. 12. Мусалимов, Идеал Галиевич — 1984—1985 гг. 13. Ильясов, Ремкул Кошкомбаевич — 1985—1987 гг. |

### Акимы
Аким города назначается областным акимом:
1. Уразалинов, Шаймерден Абильмажинович (1988—1997)[72]
2. Филатов, Николай Васильевич (1997—2000)
3. Изаак, Корней Корнеевич (2000—2002)[73]
4. Шалабаев, Алшын Саменович и. о. (2002—2003)
5. Литвинов, Юрий Михайлович (2003 — 22 марта 2006)[74]
6. Чирков, Владимир Николаевич (март 2006 года — 27 мая 2006 года)[75]
7. Тогайбаев, Ислам Уакитович (27 мая 2006 — январь 2010)
8. Абдишев, Бауржан Туйтеевич (январь 2010 — сентябрь 2012)
9. Смагулов, Мейрам Ахмедиянович (сентябрь 2012 — 28 июня 2014)[76]
10. Аубакиров, Нурлан Ерикбаевич (июнь 2014 — сентябрь 2020)[77]
11. Булекпаев, Ермаганбет Кабдулович(23 сентября 2020 — 8 декабря 2022)[78]
12. Кожухов, Мейрам Муратович (с 18 января 2023)[1]

## Награды
Город Караганда награждён орденом Трудового Красного Знамени.

Указ Президиума Верховного Совета СССР:
«За заслуги трудящихся города в социалистическом строительстве, отмечая их большую роль в индустриализации страны и значительный вклад в обеспечение разгрома немецко-фашистских захватчиков в Великой Отечественной войне, наградить город Караганду орденом Трудового Красного Знамени.» (Москва, Кремль. 6 апреля 1984 г.) 

## Города-побратимы
- Округ Сонг Па (Сонпхагу), Сеул, Республика Корея (с 31 мая 1994 года)
- Каменское, Днепропетровская область, Украина
- Эрак, Центральный остан, Иран
- Несебыр, Болгария[79]
- Клуж-Напока, Трансильвания, Румыния[80]

## Известные уроженцы
- Гаврилова Изольда Степановна (род. 1945) — советский и российский библиограф, краевед.
- Комлева Ольга Петровна (род. 1955) — советская и российская артистка балета, балетмейстер-постановщик, балетный педагог.
- Головкин Геннадий Геннадьевич (род. 1982) — казахстанский боксёр-профессионал.